# 歌川貞清
歌川 貞清（うたがわ さだきよ、生没年不詳）とは、江戸時代の浮世絵師。
歌川国貞の門人、歌川の画姓を称す。作画期は天保の頃とされ、武者絵などを描いている。なお愛知県尾張旭市の渋川神社が所蔵する「瀬戸街道おかげ参り通行絵図」（仮称）には、「歌川貞清」の名があるという。